# Claes-Ulrik Winberg
Claes-Ulrik Winberg, född 23 september 1925 i Köpenhamn, död 31 maj 1989, var en svensk företagsledare och industriman. Winberg var VD för AB Bofors mellan 1972 och 1984. Han var även ordförande för Järnbruksförbundet (nuvarande Stål och Metall Arbetsgivareförbundet) mellan 1978 och 1983 och för Svenska arbetsgivareföreningen (SAF) mellan 1984 och 1985.

## Biografi

### Utbildning och karriär
Winberg var son till major Karl Winberg och Nellie Møller. Han avlade studentexamen i Jönköping 1944, studerade vid Kungliga Sjökrigsskolan i slutet av 1940-talet och utexaminerades som civilingenjör från Danmarks tekniska högskola i Köpenhamn 1952. Winberg var ingenjör vid Husqvarna vapenfabrik AB 1952–1953, Sundstrand Machine Tool Co i Rockford, Illinois 1953–1955 och vid samma företag i Paris 1955–1957. Han var exportchef vid A/S Atlas i Köpenhamn 1957–1960, verkställande direktör vid A/S Sören Wistoft & Co Fabriker i Köpenhamn 1960–1962 och direktörsassistent vid AB Svenska Fläktfabriken 1962–1966. Winberg var därefter verkställande direktör vid Hexagon AB 1966–1971, vice verkställande direktör vid AB Bofors 1971, verkställande direktör där 1972–1984 och styrelseordförande i Svenska Arbetsgivareföreningen (SAF) från 1984.
Han var styrelseledamot i Svenska Plåtrör AB, Hexagon AB, Gustav Carlsson & Co, styrelsesuppleant i Vegete-bolagen; styrelseledamot i Köpenhamns juniorhandelskammare 1959–1962 och maskiningenjörsgruppen inom Dansk Ingeniørforening från 1962. Winberg var styrelseledamot i Vegete från 1966 (ordförande från 1981), Järnbruksförbundet från 1973 (ordförande 1978–1983), Sveriges Industriförbund från 1973, Gusums bruk AB från 1974, Sveriges Mekanförbund från 1974, Örebro och Västmanlands läns handelskammare från 1974 (ordförande 1977–1983) och Hasselfors AB från 1977. Han var ledamot av Kungliga Patriotiska Sällskapet från 1978.

### Bofors
Winberg var VD i Bofors under en period som präglades av dålig lönsamhet och strukturproblem inom företagets civila sektor. Koncernen var helt beroende av försvarsmaterieltillverkningen, som gav överskott år efter år. Winbergs linje blev att satsa ännu hårdare på vapenproduktionen, vilket skedde i en tid då företagets leveranser till det svenska försvaret minskade på grund av krympande försvarsanslag. Winberg förespråkade en vapenexport utan några som helst begränsningar och bedrev tidvis ett intensivt lobbyarbete bland svenska försvarspolitiker för att få till stånd lättnader i den svenska vapenexportpolitiken. Bland annat hade han framfört detta önskemål när han höll föredrag på Folk och Försvars konferens 1982, vilket fick visst gehör i Försvarsberedningen. Det var under Winbergs ledning som Bofors engagerade sig i Singapore, en medveten ansträngning för att öka vapenförsäljningen i hela Sydostasien. Winberg polisanmäldes i maj 1984 av Svenska freds- och skiljedomsföreningen för försäljningen av Robot 70 via Singapore till Dubai och Bahrain, vilket blev inledningen till den så kallade Boforsaffären. När Bofors vid årsskiftet 1984/1985 slogs samman med KemaNobel till det nybildade företaget Nobel Industrier lämnade Winberg posten som VD men satt tills vidare kvar i styrelsen för det nybildade företaget. I juni 1985, sedan misstankarna mot Bofors stärkts, avgick Winberg från förtroendeuppdraget som ordförande i Svenska arbetsgivareföreningen (SAF). Sommaren 1988 åtalades Winberg för smuggelaffärerna tillsammans med tre andra före detta Boforschefer. Winberg hade under polisutredningen bestämt tillbakavisat att han medverkat till att vapnen nått de otillåtna länderna Dubai och Bahrain. Rättegången, där Winberg på grund av sin plötsliga och oväntade död (se nedan) ej kom att medverka, inleddes den 4 september 1989. De övriga före detta Boforscheferna Martin Ardbo, Lennart Pålsson och Hans Ekblom, dömdes i december samma år till villkorlig dom för varusmuggling av Stockholms tingsrätt. Nobel Industrier ådömdes att betala 11 miljoner kronor i böter. [källa behövs]

### Privatliv och död
Winberg gifte sig 1952 med Kristina Bergenstråhle (1929–1989), dotter till direktör Gunnar Bergenstråhle och Ebba de Besche. Han var far till Ulrik (född 1955), Flemming (född 1958) och Christer (född 1960).
Winberg omkom i en trafikolycka på dåvarande riksväg 53 mellan Västerås och Eskilstuna den 31 maj 1989. Winberg var, tillsammans med sin hustru Kristina, som också omkom i olyckan, på väg till en middag hos vänner i Stockholm när bilen som de färdades i fick sladd på den våta vägbanan och frontalkolliderade med en mötande skåpbil.